# Bỉ tại Thế vận hội
Bỉ đã tham gia hầu hết các kỳ Thế vận hội kể từ khi góp mặt lần đầu tại Thế vận hội Mùa hè 1900. Bỉ từng tổ chức Thế vận hội Mùa hè 1920 ở Antwerp.
Các vận động viên (VĐV) Bỉ đã giành 148 huy chương tại Thế vận hội Mùa hè, và 6 huy chương tại Thế vận hội Mùa đông.
Ủy ban Olympic quốc gia của Bỉ được thành lập và công nhận năm 1906.

## Các kỳ vận hội đã tổ chức
Bỉ đã một lần làm chủ nhà Thế vận hội.
| Thế vận hội             | Thành phố chủ nhà | Thời gian               | Số quốc gia | Lượng người tham gia | Số nội dung |
| ----------------------- | ----------------- | ----------------------- | ----------- | -------------------- | ----------- |
| Thế vận hội Mùa hè 1920 | Antwerp           | 20 tháng 4 – 12 tháng 9 | 29          | 2,626                | 156         |

## Bảng huy chương
*Kỳ Thế vận hội do Bỉ tổ chức nằm trong khung viền đỏ.
| Thế vận hội           | Số VĐV        | Vàng          | Bạc           | Đồng          | Tổng số       | Xếp thứ       |
| Athens 1896           | không tham dự | không tham dự | không tham dự | không tham dự | không tham dự | không tham dự |
| Paris 1900            | 78            | 5             | 5             | 5             | 15            | 6             |
| St. Louis 1904        | không tham dự | không tham dự | không tham dự | không tham dự | không tham dự | không tham dự |
| Luân Đôn 1908         | 88            | 1             | 5             | 2             | 8             | 10            |
| Stockholm 1912        | 36            | 2             | 1             | 3             | 6             | 13            |
| Antwerpen 1920        | 336           | 14            | 11            | 11            | 36            | 5             |
| Paris 1924            | 172           | 3             | 7             | 3             | 13            | 10            |
| Amsterdam 1928        | 186           | 0             | 1             | 2             | 3             | 29            |
| Los Angeles 1932      | 36            | 0             | 0             | 0             | 0             | –             |
| Berlin 1936           | 150           | 0             | 0             | 2             | 2             | 29            |
| Luân Đôn 1948         | 158           | 2             | 2             | 3             | 7             | 15            |
| Helsinki 1952         | 135           | 2             | 2             | 0             | 4             | 14            |
| Melbourne 1956        | 51            | 0             | 2             | 0             | 2             | 28            |
| Roma 1960             | 101           | 0             | 2             | 2             | 4             | 26            |
| Tokyo 1964            | 61            | 2             | 0             | 1             | 3             | 20            |
| Thành phố México 1968 | 82            | 0             | 1             | 1             | 2             | 36            |
| München 1972          | 88            | 0             | 2             | 0             | 2             | 29            |
| Montréal 1976         | 110           | 0             | 3             | 3             | 6             | 28            |
| Moskva 1980           | 59            | 1             | 0             | 0             | 1             | 23            |
| Los Angeles 1984      | 63            | 1             | 1             | 2             | 4             | 21            |
| Seoul 1988            | 59            | 0             | 0             | 2             | 2             | 44            |
| Barcelona 1992        | 68            | 0             | 1             | 2             | 3             | 44            |
| Atlanta 1996          | 61            | 2             | 2             | 2             | 6             | 31            |
| Sydney 2000           | 68            | 0             | 2             | 3             | 5             | 55            |
| Athens 2004           | 50            | 1             | 0             | 2             | 3             | 51            |
| Bắc Kinh 2008         | 96            | 2             | 0             | 0             | 2             | 37            |
| Luân Đôn 2012         | 115           | 0             | 1             | 2             | 3             | 60            |
| Rio de Janeiro 2016   | 106           | 2             | 2             | 2             | 6             | 35            |
| Tokyo 2020            | chưa diễn ra  |               |               |               |               |               |
| Paris 2024            | chưa diễn ra  |               |               |               |               |               |
| Los Angeles 2028      | chưa diễn ra  |               |               |               |               |               |
| Tổng số               | Tổng số       | 40            | 53            | 55            | 148           | 31            |

| Thế vận hội                 | Số VĐV        | Vàng          | Bạc           | Đồng          | Tổng số       | Xếp thứ       |
| Chamonix 1924               | 18            | 0             | 0             | 1             | 1             | 10            |
| St. Moritz 1928             | 25            | 0             | 0             | 1             | 1             | 8             |
| Lake Placid 1932            | 5             | 0             | 0             | 0             | 0             | –             |
| Garmisch-Partenkirchen 1936 | 27            | 0             | 0             | 0             | 0             | –             |
| St. Moritz 1948             | 11            | 1             | 1             | 0             | 2             | 9             |
| Oslo 1952                   | 9             | 0             | 0             | 0             | 0             | –             |
| Cortina d'Ampezzo 1956      | 4             | 0             | 0             | 0             | 0             | –             |
| Squaw Valley 1960           | không tham dự | không tham dự | không tham dự | không tham dự | không tham dự | không tham dự |
| Innsbruck 1964              | 8             | 0             | 0             | 0             | 0             | –             |
| Grenoble 1968               | không tham dự | không tham dự | không tham dự | không tham dự | không tham dự | không tham dự |
| Sapporo 1972                | 1             | 0             | 0             | 0             | 0             | –             |
| Innsbruck 1976              | 4             | 0             | 0             | 0             | 0             | –             |
| Lake Placid 1980            | 2             | 0             | 0             | 0             | 0             | –             |
| Sarajevo 1984               | 4             | 0             | 0             | 0             | 0             | –             |
| Calgary 1988                | 1             | 0             | 0             | 0             | 0             | –             |
| Albertville 1992            | 5             | 0             | 0             | 0             | 0             | –             |
| Lillehammer 1994            | 5             | 0             | 0             | 0             | 0             | –             |
| Nagano 1998                 | 1             | 0             | 0             | 1             | 1             | 22            |
| Thành phố Salt Lake 2002    | 6             | 0             | 0             | 0             | 0             | –             |
| Torino 2006                 | 4             | 0             | 0             | 0             | 0             | –             |
| Vancouver 2010              | 8             | 0             | 0             | 0             | 0             | –             |
| Sochi 2014                  | 7             | 0             | 0             | 0             | 0             | –             |
| Pyeongchang 2018            | 22            | 0             | 1             | 0             | 1             | 25            |
| Bắc Kinh 2022               | chưa diễn ra  | chưa diễn ra  | chưa diễn ra  | chưa diễn ra  | chưa diễn ra  | chưa diễn ra  |
| Milano–Cortina 2026         | chưa diễn ra  | chưa diễn ra  | chưa diễn ra  | chưa diễn ra  | chưa diễn ra  | chưa diễn ra  |
| Tổng số                     | Tổng số       | 1             | 2             | 3             | 6             | 32            |

| Môn thể thao         | Vàng | Bạc | Đồng | Tổng số |
| -------------------- | ---- | --- | ---- | ------- |
| Bắn cung             | 11   | 6   | 3    | 20      |
| Xe đạp               | 7    | 8   | 11   | 26      |
| Điền kinh            | 5    | 5   | 2    | 12      |
| Đua ngựa             | 4    | 2   | 6    | 12      |
| Đấu kiếm             | 3    | 3   | 4    | 10      |
| Thuyền buồm          | 2    | 4   | 3    | 9       |
| Judo                 | 2    | 1   | 9    | 12      |
| Bắn súng             | 1    | 4   | 3    | 8       |
| Bơi lội              | 1    | 2   | 2    | 5       |
| Cử tạ                | 1    | 2   | 1    | 4       |
| Quyền Anh            | 1    | 1   | 2    | 4       |
| Bóng đá              | 1    | 0   | 1    | 2       |
| Quần vợt             | 1    | 0   | 1    | 2       |
| Chèo thuyền          | 0    | 6   | 2    | 8       |
| Bóng nước            | 0    | 4   | 2    | 6       |
| Đấu vật              | 0    | 3   | 0    | 3       |
| Thể dục dụng cụ      | 0    | 1   | 1    | 2       |
| Khúc côn cầu trên cỏ | 0    | 1   | 1    | 2       |
| Kéo co               | 0    | 0   | 1    | 1       |
| Tổng số (19 đơn vị)  | 40   | 53  | 55   | 148     |

| Môn thể thao          | Vàng | Bạc | Đồng | Tổng số |
| --------------------- | ---- | --- | ---- | ------- |
| Trượt băng nghệ thuật | 1    | 0   | 1    | 2       |
| Trượt băng tốc độ     | 0    | 1   | 1    | 2       |
| Xe trượt lòng máng    | 0    | 1   | 1    | 2       |
| Tổng số (3 đơn vị)    | 1    | 2   | 3    | 6       |